# Там, где раки поют (фильм)
«Там, где раки поют» (англ. Where the Crawdads Sing) — драма с элементами детектива режиссёра Оливии Ньюман. Фильм является экранизацией одноимённого бестселлера Делии Оуэнс. В главных ролях снялись Дейзи Эдгар-Джонс, Тейлор Джон Смит и Харрис Дикинсон.

## Сюжет
В центре сюжета — Кайя, умная, нежная, любящая природу девочка, которая выросла в отдалённой болотистой местности неподалёку от маленького городка в Северной Каролине. С жестоким, страдающим алкогольной зависимостью отцом, испуганной матерью и братьями и сёстрами, которые не хотят оставаться дома, Кайя переживает чрезвычайно трудное детство и в конечном итоге остаётся одна.
По мере взросления инстинктивно осторожная Кайя заводит новые знакомства, и история рассказывает о том, как она сближается с Мейбл и Скоком, доброй пожилой парой, своим товарищем по увлечению природой Тейтом Уокером и городским сердцеедом Чейзом Эндрюсом.

## В ролях
- Дейзи Эдгар-Джонс — Кэтрин «Кайя» Кларк
  - Джоджо Реджина — Кайя в детстве
- Тейлор Джон Смит — Тейт Уокер
  - Люк Дэвид Блюмм — Тейт в детстве
- Харрис Дикинсон — Чейз Эндрюс
- Дэвид Стратэрн — адвокат Милтон
- Джейсон Уорнер Смит — заместитель Джо Пердью
- Гаррет Диллахант — Джексон Кларк
- Майкл Хайетт — Мейбл Мэдисон
- Ана О’Райли — Ма

## Производство
Об экранизации бестселлера Делии Оуэнс «Там, где раки поют» стало известно 25 января 2021 года. Тогда же стало известно, что главные роли исполнят Дейзи Эдгар-Джонс, Тейлор Джон Смит и Харрис Дикинсон, а режиссёром фильма стала Оливия Ньюман, а сценаристом Люси Алибар. 17 марта 2021 года к актёрскому составу присоединился Дэвид Стрэтэйрн. 30 марта 2021 года к актёрскому составу фильма присоединился Джейсон Уорнер Смит. В апреле 2021 года к актёрскому составу присоединились Гаррет Диллахант, Майкл Хайятт, Ана О’Райли и Джоджо Реджина, а в июне — Эрик Ладен.
Тейлор Свифт написала и исполнила заглавную песню для фильма под названием Carolina. После выпуска трейлера фильма, она сказала, что «совершенно потерялась в [книге], когда читала её несколько лет назад» и «хотела создать что-то призрачное и неземное».
Съёмки проходили в Новом Орлеане и Хоуме, штат Луизиана с 30 марта по 28 июня 2021 года.

## Релиз
Премьера фильма состоялась 15 июля 2022 года.

## Критика
На сайте Rotten Tomatoes фильм имеет рейтинг 34 % основанный на 176 отзывах, со средней оценкой 5.2/10. Консенсус критиков гласит: "Дейзи Эдгар-Джонс старается изо всех сил, но «фильм в конечном итоге не может переработать исходный материал в тонально последовательную драму».
Тельма Адамс из AARP, пишет: «Фильм представляет собой смесь из „Дневника памяти“, „Жареных зелёных помидоров“ и „Убить пересмешника“, удовлетворит поклонников книги, но страдает от перегрузки заимствований».
Зрители восприняли фильм положительно. На сайте Rotten Tomatoes фильм имеет рейтинг аудитории 96 %. Зрители, опрошенные CinemaScore, дали фильму оценку «A-» по шкале от A+ до F.